# HOCUS POCUS
『HOCUS POCUS』（ホーカス ポーカス）は2009年6月24日に発売された木村カエラのメジャー5枚目のアルバムである。

## 解説
- 前作から1年2ヶ月ぶりのアルバム。シングルでは前作以降に発売された「マスタッシュ」「どこ」「BANZAI」と、カップリングからは「Phone」「HOCUS POCUS」が収録されている。ちなみに「マスタッシュ」と両A面だった「memories」は未収録。
- 初回限定盤のDVDには、各シングルのPVと、テレビ神奈川「saku saku」のMC復活ウィーク編集版、「BANZAI」のPVメイキング映像が収録されている。
- Apple Musicの木村カエラのアーティストプロフィールに必聴アルバムとして掲載されている。
- 親友の結婚式のために書かれた曲で、リクルート「ゼクシィ」CMソングに起用された「Butterfly」は6月1日より先行配信され、iTunes Music Storeとmoraでは1位を獲得した。配信開始からわずか2ヵ月で100万ダウンロードを突破。後に、iTunes Music Storeとmoraの楽曲ランキングでは年間第2位を獲得。またこの曲で第60回NHK紅白歌合戦への初出場を果たしている。
- 初週に10万枚を売り上げ初登場3位を記録、その後、直前にリリースされた「Butterfly」のヒットによりアルバムもロングヒットとなり、累計売上は前作を大きく上回る22万枚となり、大ヒットを記録したアルバム「Scratch」に次いで2番目に売り上げの高いオリジナル・アルバムとなった。
- シングル「BANZAI」とのW購入者特典がある（応募券封入）。
- 本人曰く「このタイトルは『おまじないや呪文のような、例えばチチンプイプイみたいなモノ』だそうで、『人はいくらでも自分自身の力で生まれ変われる』というメッセージを込めたとのコト。」[1]
- アルバムタイトルの辞書的な意味としては呪文、手品、いんちきとなっており、ハロウィン等での掛け声（上記のチチンプイプイ的な意味合い）としても使われる。

## 収録曲
| #   | タイトル                        | 作詞                     | 作曲       | 編曲                           | 時間 |
| --- | ------------------------------- | ------------------------ | ---------- | ------------------------------ | ---- |
| 1.  | 「Dear Jazzmaster '84」         | 木村カエラ、4106、渡邊忍 | 4106       |                                | 4:22 |
| 2.  | 「マスタッシュ（album ver.）」  | 木村カエラ               | AxSxE      |                                | 3:50 |
| 3.  | 「Phone」                       | 木村カエラ、渡邊忍       | 渡邊忍     |                                | 3:28 |
| 4.  | 「乙女echo」                    | 木村カエラ               | 藤田勇     |                                | 3:02 |
| 5.  | 「Butterfly」                   | 木村カエラ               | 末光篤     |                                | 4:14 |
| 6.  | 「どこ」                        | 渡邊忍                   | 渡邊忍     | 真部裕（ストリングスアレンジ） | 4:03 |
| 7.  | 「HOCUS POCUS」                 | 木村カエラ               | ミト       | 高橋健太郎                     | 3:51 |
| 8.  | 「Another world」               | 木村カエラ               | 會田茂一   | 中村圭作（キーボードアレンジ） | 4:44 |
| 9.  | 「season」                      | 木村カエラ               | AxSxE      |                                | 3:52 |
| 10. | 「キミニアイタイ」              | 木村カエラ               | 高本和英   |                                | 3:39 |
| 11. | 「Jeepney」                     | 木村カエラ               | 西井鏡悟   | 中村圭作（キーボードアレンジ） | 3:30 |
| 12. | 「BANZAI（album ver.）」        | 木村カエラ               | 木幡太郎   | avengers in sci-fi             | 5:33 |
| 13. | 「Super girl」                  | 木村カエラ               | 蔦谷好位置 |                                | 4:20 |
| 14. | 「Today」(シークレットトラック) | 木村カエラ               | 4106       |                                |      |

| #  | タイトル                                               | 作詞 | 作曲・編曲 | 監督 |
| -- | ------------------------------------------------------ | ---- | ---------- | ---- |
| 1. | 「マスタッシュ」(ミュージック・ビデオ)                 |      |            |      |
| 2. | 「memories（original version）」(ミュージック・ビデオ) |      |            |      |
| 3. | 「どこ」(ミュージック・ビデオ)                         |      |            |      |
| 4. | 「BANZAI」(ミュージック・ビデオ)                       |      |            |      |
| 5. | 「tvk『saku saku』MC復活ウィーク 編集版」              |      |            |      |
| 6. | 「BANZAI」(Music Video Making)                         |      |            |      |

## 演奏
- 木村カエラ
  - Vocals
  - Guitar (#2)
- 渡邊忍 (ASPARAGUS)
  - Guitar (#1.3.6)
  - Chorus (#1)
- 4106：Bass (#1.3.6)
- 柏倉隆史 (toe, the HIATUS)
  - Drums (#1.3.5.6.9)
  - Castanet & Tambourine (#5)
- 中村圭作
  - Bagboard & Synthesizer (#1)
  - Keyboards (#3.8.11)
  - Piano (#6)
  - Keyboards Arrangement (#8.11)
- AxSxE
  - Guitar (#2.9.13)
  - Bass (#9)
- 中尾憲太郎：Bass (#2)
- BOBO：Drums (#2)
- 石橋英子
  - Marimba (#2.9)
  - Glockenspiel (#2)
  - Flute (#9)
- 藤田勇：Programming (#4)
- 武井靖典＆ハッシュド・ポテト：Sampling Vocal (#4)
- 末光篤：Piano, Synthesizer, Tambourine (#5)
- 鈴木俊介：Guitar (#5)
- ミト (クラムボン)：Bass (#5)
- MCキッズ：Chorus (#5)
- 真部裕：Strings Arrangement (#6)
- 真部裕ストリングス：Strings (#6)
- 會田茂一：Guitar & Programming (#8)
- 稲田貴貞：Tenor Sax (#9)
- 加藤雄一郎：Alto Sax (#9)
- 柿沢健司：Trumpet & Flugelhorn (#9)
- 高本和英：Guitar & Keyboards (#10)
- Chun2：Guitar (#10)
- 稗田淳：Bass (#10)
- 中津川吾郎：Drums (#10)
- tasuku：Support (#10)
- 小関純匡：Drum Tuning (#10)
- 西井鏡悟：Guitar (#11)
- 中嶋幸志：Bass (#11)
- 吉田清志：Drums (#11)
- 伊藤大助：Drum Tuning (#11)
- 木幡太郎：Guitar & Synthesizer (#12)
- 稲見喜彦：Bass & Synthesizer (#12)
- 長谷川正法：Drums (#12)
- 蔦谷好位置：Programming, All Other Instruments & Chorus (#13)
- 山本昌史：Bass (#13)
- 松原“マツキチ”寛：Drums (#13)

## タイアップ
- マンダム「LUCIDO-L」CMソング（M-2, 11）
- ポッカ「キレートレモン」CMソング（M-3）
- リクルート「ゼクシィ」CMソング（M-5）
- 日本テレビ系『音楽戦士 MUSIC FIGHTER』1月オープニングテーマ（M-6）
- 毎日放送ドラマ『子育てプレイ』テーマソング（M-7）
- TBS系『S☆1』テーマソング（M-12）
- 日本テレビ系『世界!弾丸トラベラー』テーマソング (M-13)